# Перевод с шепталом
Перево́д с шепта́лом (профессиональный сленг) — это вид устного перевода с использованием специальных технических средств: небольшого портативного устройства (передатчика) с микрофоном, так называемого «шептала» для переводчика, и портативного принимающего устройства (приемника) с наушниками — для адресатов перевода. Благодаря шепталу переводчик может находиться рядом с выступающим или сидеть в стороне от участников конференции, семинара, презентации, которым раздаются приёмники с наушниками, и негромко наговаривать («нашёптывать») перевод в микрофон.
Перевод с шепталом представляет собой промежуточный вариант между последовательным и синхронным переводом.

## Преимущества перевода с шепталом
- по сравнению с последовательным переводом более эффективен, так как существенно уменьшает общее количество времени, затрачиваемое на перевод (поскольку перевод осуществляется лишь с незначительным отставанием от речи говорящего);
- по сравнению с синхронным переводом более экономичен для организаторов мероприятия (поскольку позволяет обойтись одним переводчиком, который приносит комплект оборудования с собой в чемоданчике или кофре);
- не требует монтажа и обслуживания оборудования для синхронного перевода с кабиной;
- в отличие от синхронного перевода портативность оборудования даёт переводчику возможность всегда находиться рядом с выступающим и лучше слышать и видеть его, а также используемые им наглядные пособия;
- в отличие от синхронного перевода у переводчика (если он находится неподалёку от выступающего) есть возможность переспросить или уточнить у того непонятные моменты.

## Недостатки перевода с шепталом
- по сравнению с синхронным переводом, чтобы лучше слышать выступающего, переводчик вынужден находиться прямо в аудитории, недалеко от выступающего или успевать перемещаться от одного выступающего к другому;
- участники конференции обычно обращают на переводчика с шепталом ещё меньше внимания, чем на находящихся в отдельной кабине синхронных переводчиков, поэтому неизбежны пропуски, искажения и смысловые ошибки в переводе;
- шёпот переводчика может перебивать и мешать докладчику;
- перевод с шепталом менее престижен и снижает общий уровень организации перевода на конференции, семинаре, презентации.[1]